# Radio Televizioni Shqiptar
Radio Televizioni Shqiptar (RTSH) (Albansk Radio tv) er en  nationale public service-medievirksomhed i Albanien, der blev grundlagt i 1938 i Tirana.
RTSH driver 3 tv-stationer:
- RTSH1, tidligere kaldet TVSH
- RTSH2, tidligere kaldet TVSH 2
- RTSH sport

Derudover drives også 4 digitale tv-stationer under RTSH-navnet samt tre radiostationer under navnet Radio Tirana. Desuden fire regionale radio- og tv-stationer i Gjirokastër, Korce, Kukës, og Shkodër.
| Anime eller manga | Spire Denne artikel om medie og kommunikation er en spire som bør udbygges. Du er velkommen til at hjælpe Wikipedia ved at udvide den. |